# Petrokosmeja
Petrokosmeja (lat. Petrocosmea), biljni rod iz porodice gesnerijevki. Pripadaju mu 68 vrsta: istočna i jugoistočna Azija, Kina (24), posebno Yunnan

## Etimologija
Ime roda dolazi od grčkog πετρος, petros = stijena, kamen, i κοσμος, κοσμεα, kosmos, kosmea = ljepota, ukras, uljepšavanje; "ukras stijena".

## Opis
Petrocosmea je mali rod rozetastih biljaka koje se ponekad nazivaju “nježnim alpskim vrstama”. Ovaj rod je prethodno sadržavao preko 47 vrsta. Od tih poznatih vrsta, 40 ih je porijeklom iz Kine, gdje se na Pinyinu (kineski sustav transliteracije) rod naziva “Shí húdié shǔ, što znači “Rod kamenih leptira”. Također ih ima u sjeveroistočnoj Indiji, Mjanmaru (Burmi), Tajlandu i južnom Vijetnamu. 
Petrocosmea je prvi put u Kini otkrio Augustine Henry, a 1887. opisao Daniel Oliver, (profesor botanike, Sveučilišni koledž u Londonu). Prilagodio je opis temeljen na latinskim znanstvenim nazivima grčkih riječi za "lijep" i "stijena", došavši do imena Petrocosmea.
Većina ih se nalazi na višim nadmorskim visinama u južnoj Kini, rastu na vapnencu na zasjenjenim stijenama u brdovitim područjima na 400-1700 m. Neke su pronađene da rastu u vlažnim šumama obraslim mahovinom. Više vole niže temperature, pa će u uzgoju dobro će rasti u hladnom podrumu, na prozorskoj dasci ili pod umjetnim svjetlom. Stupanj ili dva mraza može se tolerirati ako se uzgaja u hladnoj alpskoj kućici. One koje rastu na nižim nadmorskim visinama mogu podnijeti više temperature. Neke vrste rastu izrazito sporo. Opisane su kao epilitske (što znači da rastu na stijenama) i može im trebati mnogo godina da izrastu u zrelu biljku.
Cvatnja je obično sezonska u kasnu zimu/rano proljeće. Cvjetovi su obješeni na duge peteljke s bojama cvjetova od bijele/krem do plave i ljubičaste. Većina vrsta ima pojedinačne cvatove, ali napredak u hibridizaciji je proizveo polu-dvostruke do dvostruke cvatove. Broj kromosoma: 2n = 32, 34.

## Vrste
1. Petrocosmea adenophora Z.J.Huang & Z.B.Xin
2. Petrocosmea arunachalensis Chowlu & A.Shenoy
3. Petrocosmea barbata Craib
4. Petrocosmea begoniifolia C.Y.Wu ex H.W.Li
5. Petrocosmea bicolor D.J.Middleton & Triboun
6. Petrocosmea cavaleriei H. Lév.
7. Petrocosmea chiwui M.Q.Han, H.Jiang & Yan Liu
8. Petrocosmea chrysotricha M.Q.Han, H.Jiang & Yan Liu
9. Petrocosmea coerulea C.Y.Wu ex W.T.Wang
10. Petrocosmea condorensis Pellegr.
11. Petrocosmea confluens W. T. Wang
12. Petrocosmea cryptica J. M. H. Shaw
13. Petrocosmea dejiangensis Sheng H. Tang & Jian Xu
14. Petrocosmea deltoidifolia Z. J. Qiu
15. Petrocosmea duclouxii Craib
16. Petrocosmea duyunensis Sheng H. Tang
17. Petrocosmea flaccida Craib
18. Petrocosmea formosa B. L. Burtt
19. Petrocosmea forrestii Craib
20. Petrocosmea funingensis Q. Zhang & B. Pan
21. Petrocosmea getuheensis X.X.Bai, Y.L.Zhou & Xing C.Li
22. Petrocosmea glabristoma Z. J. Qiu & Yin Z. Wang
23. Petrocosmea grandiflora Hemsl.
24. Petrocosmea grandifolia W. T. Wang
25. Petrocosmea heterophylla B. L. Burtt
26. Petrocosmea hexiensis S. Z. Zhang & Z. Y. Liu
27. Petrocosmea hsiwenii Lei Cai, J. D. Ya & J. Cai
28. Petrocosmea huanjiangensis Yan Liu & W. B. Xu
29. Petrocosmea iodioides Hemsl.
30. Petrocosmea kerrii Craib
31. Petrocosmea kingii (C. B. Clarke) Chatterjee
32. Petrocosmea leiandra (W. T. Wang) Z. J. Qiu
33. Petrocosmea longipedicellata W. T. Wang
34. Petrocosmea magnifica M. Q. Han & Yan Liu
35. Petrocosmea mairei H. Lév.
36. Petrocosmea martini (H. Lév.) H. Lév.
37. Petrocosmea melanophthalma Huan C. Wang, Z. R. He & Li Bing Zhang
38. Petrocosmea menglianensis H. W. Li
39. Petrocosmea minor Hemsl.
40. Petrocosmea nanchuanensis Z. Y. Liu, Z. Y. Li & Z. J. Qiu
41. Petrocosmea nervosa Craib
42. Petrocosmea oblata Craib
43. Petrocosmea panzhouensis Sheng H. Tang & T. Peng
44. Petrocosmea parryorum C. E. C. Fisch.
45. Petrocosmea pubescens D. J. Middleton & Triboun
46. Petrocosmea purpureomaculata M. Q. Han, J. Cai & J. D. Ya
47. Petrocosmea qinlingensis W. T. Wang
48. Petrocosmea qiruniae M. Q. Han, Li Bing Zhang & Yan Liu
49. Petrocosmea rhombifolia Y. H. Tan & H. B. Ding
50. Petrocosmea rosettifolia C. Y. Wu ex H. W. Li
51. Petrocosmea rotundifolia M.Q.Han, H.Jiang & Yan Liu
52. Petrocosmea sericea C. Y. Wu ex H. W. Li
53. Petrocosmea shilinensis Y. M. Shui & H. T. Zhao
54. Petrocosmea sichuanensis Chun ex W. T. Wang
55. Petrocosmea sinensis Oliv.
56. Petrocosmea sinosifolia Z. J. Qiu
57. Petrocosmea thermopuncta J. M. H. Shaw
58. Petrocosmea tsaii Y. H. Tan & Jian W. Li
59. Petrocosmea umbelliformis B. L. Burtt
60. Petrocosmea villosa D. J. Middleton
61. Petrocosmea viridis M. Q. Han & Yan Liu
62. Petrocosmea wangii M.Q.Han, J.Cai & J.D.Ya
63. Petrocosmea weiyigangii F. Wen
64. Petrocosmea wui M.Q.Han, J.Cai & J.D.Ya
65. Petrocosmea xanthomaculata G.Q.Gou & X.Yu Wang
66. Petrocosmea xingyiensis Y.G.Wei & F.Wen
67. Petrocosmea yanshanensis Z.J.Qiu & Y.Z.Wang
68. Petrocosmea yei M.Q.Han, C.Liu & Y.X.Gong
69. Petrocosmea ×longianthera Z.J.Qiu & Y.Z.Wang